# Imad ad-Din Karani
Imad ad-Din Husajn Karani as-Sanusi (arab. عماد الدين حسين قرعاني السنوسي; ur. 1 września 1991) – egipski zapaśnik walczący w stylu wolnym. Mistrz arabski w 2012. Mistrz Afryki juniorów w 2010 roku.